# Heinrichsgrün (Gera)
Heinrichsgrün ist eine Stadtrandsiedlung im Stadtteil Debschwitz der kreisfreien Stadt Gera in Thüringen, sie befindet sich zwischen der Weißen Elster und dem bewaldeten Hainberg im Westen der Stadt. Im Zentrum der Siedlung befindet sich der Händelplatz, auch die sonstigen Wege und Straßen wurden nach Komponisten benannt.
Als erste Gartenstadt in Thüringen entstand Heinrichsgrün ab 1912 nach Plänen von Clemens Weisker. Bis 1930 wurden 186 Eigenheime als Einzel-, Reihen- und Gruppenhäuser mit Gartengrundstück von 100 bis 400 m² Gartenfläche errichtet.
Der Name Heinrichsgrün wurde mit Bedacht gewählt und verweist auf das Grün der Gartenbausiedlung und den Leitnamen „Heinrich“ der Fürsten von Reuß, die diesen Vornamen 800 Jahre lang führten.